# Good One
Good One è un film del 2024 scritto e diretto da India Donaldson, al suo debutto alla regia.

## Trama
Sam è una diciassettenne queer che va in campeggio con il padre Chris sui Monti Catskill. Ai due si unisce Matt, un amico del padre, mandando in frantumi l'equilibrio della relazione tra Chris e la figlia.

## Promozione
Il primo trailer è stato diffuso l'8 maggio 2024.

## Distribuzione
Il film è stato presentato in anteprima mondiale il 18 gennaio 2024 al Sundance Film Festival e il 25 maggio seguente è stato proiettato anche alla 77ª edizione del Festival di Cannes, dove era in concorso nella sezione Quinzaine des Cinéastes. Good One è stato distribuito nelle sale statunitensi il 9 agosto 2024.

## Accoglienza
Il film è stato accolto positivamente dalla critica statunitense; il New York Times ha assegnato al film il "Critic's Pick". Sull'aggregatore di recensioni Rotten Tomatoes 103 critici esprimono un gradimento del 98% con un voto medio di 8.2 su 10; su Metacritic il voto medio di 27 critici è di 87/100.

## Riconoscimenti
- 2024 - Festival di Cannes
  - Candidatura alla Caméra d'or[12]
- 2024 - Sundance Film Festival
  - Candidatura al Gran premio della giuria: U.S. Dramatic